# ام‌جی‌ام گروث
ام‌جی‌ام گروث (انگلیسی: MGM Growth) شرکت سرگرمی آمریکایی است، که در سال ۲۰۱۵ تأسیس شد.